# Dème de Lixoúri
Le dème de Lixoúri, en grec moderne : Δήμος Ληξουρίου / Dímos Lixouríou, est un dème de la périphérie des îles Ioniennes, situé sur l'île de Céphalonie, en Grèce. Il est créé, en 2019, par le programme Clisthène I, qui supprime le dème de Céphalonie.
Le dème comprend l'ancienne municipalité (programme Kapodistrias) de Palikí. Il compte, selon le recensement de 2011, 7 131 habitants.
Son siège est la ville de Lixoúri.